# Аркулли, Рональд
Рональд Джозеф Аркулли (Ronald Arculli, 夏佳理, 2 января 1939 года, Гонконг) — гонконгский юрист, предприниматель, филантроп и политический деятель, был председателем Hong Kong Exchanges and Clearing и Hong Kong Jockey Club, членом Исполнительного совета Гонконга и мировым судьёй, совладелец юридической компании King & Wood Mallesons, почётный доктор социологии Городского университета Гонконга и почётный доктор права Гонконгского университета науки и технологии, член консультативного совета Института международного бизнеса Колорадского университета. 

## Биография
Рональд Аркулли родился в 1939 году в британском Гонконге в католической семье индийца и китаянки (его родители развелись, когда Рональду было три года). После окончания колледжа Сент-Джозеф в 1958 году он продолжил учёбу в Лондоне. Вернувшись в Гонконг в 1961 году, Аркулли работал юристом, в 1974 году занялся финансовой деятельностью, позже был соучредителем юридических фирм Woo, Kwan, Lee & Lo, Arculli, Fong & Ng и Arculli and Associates. С 1988 года был членом Законодательного совета Гонконга, в 1990-х годах — заместителем председателя Либеральной партии Гонконга.
Аркулли занимался благотворительностью, был членом совета директоров Азиатского архива искусств, председателем Hong Kong Jockey Club (2002—2006), вице-президентом Комитета конного спорта Оргкомитета Олимпийских игр 2008, членом совета благотворительных фондов Common Purpose и Light Be, заместителем председателя Организации культурного округа Западного Коулуна. 
Кроме того, он являлся старшим партнёром крупнейшей гонконгской юридической фирмы King & Wood Mallesons, был председателем Hong Kong Exchanges and Clearing (2006—2012), членом правления (2008—2012) и председателем (2010—2012) Всемирной федерации бирж, заместителем председателя Фонда МСФО, возглавлял совет FWD Group (страховое подразделение Pacific Century Group), входил в советы директоров Hang Lung Properties, Sino Land, Sino Hotels, Tsim Sha Tsui Properties, HK Electric Investments (подразделение Hongkong Electric Company), HKR International, Hutchison Harbour Ring, SCMP Group и Hong Kong Mortgage Corporation. с 2013 года был почётным членом Hong Kong Securities and Investment Institute.

## Политическая карьера
Рональд Аркулли был членом Законодательного совета Гонконга (1988—2000) и Либеральной партии Гонконга (1993—2000), неофициальным членом Исполнительного совета Гонконга (2005—2012) и спикером неофициальных членов совета (2011—2012).

## Личная жизнь
Аркулли свободно говорит на английском языке и кантонском диалекте, но не владеет китайским. Он женат на уроженке Австрии Джоанне и имеет от неё троих детей, а также двоих детей от предыдущего брака. Вместе с женой часто посещает скачки в Гонконге и Аскоте.